# Chame (distrito)

Localização do distrito de Chame.

Chame é um distrito da província do Panamá Oeste, Panamá. Possui uma área de 352,90 km² e uma população de 19.625 habitantes (censo 2000), perfazendo uma densidade demográfica de 55,61 hab./km². Sua capital é a cidade de Chame.